# Портедж (Пенсільванія)
Портедж (англ. Portage) — місто (англ. borough) в США, в окрузі Кембрія штату Пенсільванія. Населення — 2459 осіб (2020).

## Географія
Портедж розташований за координатами 40°23′13″ пн. ш. 78°40′29″ зх. д. / 40.38694° пн. ш. 78.67472° зх. д. (40.386879, -78.674680).  За даними Бюро перепису населення США в 2010 році місто мало площу 1,70 км², уся площа — суходіл.

## Демографія
Згідно з переписом 2010 року, у селищі мешкало 2638 осіб у 1161 домогосподарстві у складі 702 родин. Густота населення становила 1548 осіб/км².  Було 1315 помешкань (771/км²).
Расовий склад населення:
| - 98,6 % — білих - 0,3 % — чорних або афроамериканців - 0,1 % — корінних американців |

До двох чи більше рас належало 1,0 %. Частка іспаномовних становила 0,5 % від усіх жителів.
За віковим діапазоном населення розподілялося таким чином: 21,0 % — особи молодші 18 років, 59,2 % — особи у віці 18—64 років, 19,8 % — особи у віці 65 років та старші. Медіана віку мешканця становила 42,7 року. На 100 осіб жіночої статі у селищі припадало 92,0 чоловіків;  на 100 жінок у віці від 18 років та старших — 85,0 чоловіків також старших 18 років.
Середній дохід на одне домашнє господарство  становив 48 530 доларів США (медіана — 39 837), а середній дохід на одну сім'ю — 60 235 доларів (медіана — 57 500). Медіана доходів становила 41 311 долар для чоловіків та 32 500 доларів для жінок. За межею бідності перебувало 18,5 % осіб, у тому числі 27,2 % дітей у віці до 18 років та 10,4 % осіб у віці 65 років та старших.
Цивільне працевлаштоване населення становило 1139 осіб. Основні галузі зайнятості: освіта, охорона здоров'я та соціальна допомога — 33,1 %, роздрібна торгівля — 13,5 %, виробництво — 9,0 %, науковці, спеціалісти, менеджери — 7,7 %.